# Castilleja unalaschcensis
Castilleja unalaschcensis là loài thực vật có hoa thuộc họ Cỏ chổi. Loài này được (Cham. & Schltdl.) Malte mô tả khoa học đầu tiên năm 1934.